# パーニル・ブルメ
パーニル・ブルメ（Pernille Blume、1994年5月14日 - ）は、デンマーク出身の競泳選手。専門は自由形とメドレーリレー。2016年のリオデジャネイロオリンピックでは50m自由形で金メダルを獲得した。2012年のロンドンオリンピックにも出場した。

## 人物
ブルームは1994年5月14日にデンマーク首都地域のヘアレウで生まれた。2016年のリオデジャネイロオリンピック直前には大衆紙のBTにヌード写真が掲載された。また、オリンピックが開幕すると自身のインスタグラムにヌードをいくつか上げて、「どれが好き？」と問いかけてみせた。

## 経歴
競泳は4歳の時に始めた。デンマークのサイマノアシェランクラブに所属している。2012年のロンドンオリンピックではデンマーク代表として5種目に出場した。しかし、50m自由形では予選レースで8位、全体でも26位で準決勝に進めなかった。100m自由形では予選レースで6位、全体でも19位で準決勝に進めなかった。200m自由形では予選レースでトップだったが、全体では24位でやはり準決勝に進めなかった。4x100mフリーリレーではミー・ニールセン、ロッテ・フリス、ヤネッテ・オッテセンとともに予選を突破して、決勝では3分37秒45のデンマーク記録で6位になった。4x100mメドレーリレーではニールセン、オッテセン及びリッケ・ペデルセンとともに予選を突破して、決勝では7位入賞を果たした。
オリンピック後に開催された世界短水路選手権の4x100mメドレーリレーでは金メダルを獲得した。
2014年の世界短水路選手権では4x50mメドレーリレーでニールセン、ペデルセン、オッテセンとともに世界新記録を樹立して金メダルを獲得した。4x100mメドレーリレーでも同じメンバーで優勝した。4x50mフリーリレーでは3位だった。
2016年にはデンマークオープンの50m自由形で優勝した。同年のリオデジャネイロオリンピック代表にも選出され、50m自由形で金メダルを獲得した。また、100m自由形、4x100mフリーリレー及び4x100mメドレーリレーにも出場した。4x100mメドレーリレーではアンカーを務めて、2位になったオーストラリアに僅か0.01秒及ばなかったものの、チームの銅メダル獲得に貢献した。なお、デンマークの選手としては1948年ロンドンオリンピックにおけるカレン・ハルプ以来の競泳での金メダル獲得となった。リオデジャネイロオリンピック閉会式において旗手を務めた。